# 第68步兵師 (德國國防軍)
第68步兵師（德語：68. Infanterie-Division）是納粹德國國防軍陸軍的一個步兵師。該師於1939年8月組建。
第二次世界大戰期間，該師參與入侵波蘭、入侵法國行動，1941年6月，該師並參與巴巴羅薩行動。此後該師一直在東線作戰。
該師最後於1945年在捷克斯洛伐克向苏联红军投降。

## 註腳
1. ↑  Mitcham（2007年）